# Abner Biberman
Abner Biberman (1 de abril de 1909, Milwaukee – 20 de junio de 1977, San Diego) fue un reconocido actor, director y guionista estadounidense. En algunas de sus películas estuvo acreditado bajo el seudónimo de Joel Judge.

## Filmografía

### Como actor
- 1936: Soak the Rich, de Ben Hecht y Charles MacArthur
- 1939: Gunga Din: Chota
- 1939: Panama Patrol, de Charles Lamont: Arlie Johnson
- 1939: Panama Lady: Elisha
- 1939: The Magnificent Fraud: Ruiz
- 1939: Each Dawn I Die, de William Keighley: Shake Edwards (no acreditado)
- 1939: Lady of the Tropics, de Jack Conway y Leslie Fenton (no acreditado): comprador de ropa (no acreditado)
- 1939: The Rains Came: John, el bautista
- 1939: The Roaring Twenties, de Raoul Walsh: Lefty, esbirro de Hally
- 1939: Another Thin Man: Dum-Dum,
- 1939: Joe and Ethel Turp Call on the President:
- 1939: Balalaika: Leo Proplinski
- 1940: His Girl Friday: Louis "Diamond Louie" Palutso
- 1940: The Marines Fly High: Gómez
- 1940: Zanzibar: Aba
- 1940: Enemy Agent: Baronoff
- 1940: Ski Patrol:
- 1940: South of Pago Pago: Ferro
- 1940: South to Karanga: Manek Sen
- 1940: Girl from Havana: Capitán Lazear
- 1941: The Monster and the Girl, de Stuart Heisler: George, ayudante de Perry (no acreditado)
- 1941: This Woman Is Mine, de Frank Lloyd: Lamazie
- 1941: Singapore Woman: Singa
- 1941: The Gay Vagabond: Ratmar
- 1941: South of Tahiti: Tahawa
- 1941: The Devil Pays Off: Carlos Castillo-Martínez
- 1942: Broadway: Trado
- 1942: Whispering Ghosts, de Alfred L. Werker: Mack Wolf
- 1942: Beyond the Blue Horizon: La'oa
- 1942: Little Tokyo, U.S.A.: Satsuma
- 1942: King of the Mounties, de William Witney: Almirante Yamata
- 1942: Road to Morocco: Hombre
- 1943: The Leopard Man, de Jacques Tourneur: Charlie How-Come
- 1943: Bombardier, de Richard Wallace y Lambert Hillyer (no acreditado): sargento japonés (no acreditado)
- 1943: Submarine Alert: Comandante Toyo
- 1943: Behind the Rising Sun, de Edward Dmytryk: Inspector (no acreditado)
- 1944: The Bridge of San Luis Rey, de Rowland V. Lee: Maita
- 1944: Two-Man Submarine: Gabe Fabian
- 1944: Dragon Seed, de Jack Conway y Harold S. Bucquet: Capitán Yasuda
- 1944: The Keys of the Kingdom: Capitán de Wai
- 1945: Betrayal from the East: Yamato
- 1945: Salome, Where She Danced: Dr. Ling
- 1945: Back to Bataan, de Edward Dmytryk: Capitán japonés en la escuela
- 1945: Captain Kidd, de Rowland V. Lee: Theodore Blades (no acreditado)
- 1946: Strange Conquest, de John Rawlins: Molugi
- 1950: Winchester '73: Latigo Means
- 1951: Roaring City: Eddie Page
- 1952: Viva Zapata!, de Elia Kazan: Capitán (no acreditado)
- 1954: Knock on Wood: Papinek
- 1954: La senda de los elefantes (Elephant Walk): Dr. Pereira
- 1954: The Golden Mistress: Carl Dexter
- 1956: The Price of Fear, de Abner Biberman: Mort Kleinman, patólogo (no acreditado)
- 1974: Kodiak (Serie de TV): Abraham Lincoln Imhook

### Como director
- 1954: The Golden Mistress
- 1955: The Looters
- 1955: Running Wild
- 1956: The Price of Fear
- 1956: Behind the High Wall
- 1957: Frères ennemis
- 1957: The Night Runner
- 1957: Maverick (Serie de TV, episodios "The Imposter" y "Hostage")
- 1957: Colt .45 (Serie de TV)
- 1958: Flood Tide
- 1958: 77 Sunset Strip (Serie de TV), 3 episodios
- 1960: Le Grand prix (Serie de TV)
- 1962: The Virginian (El virginiano) (Serie de TV)
- 1963: The Outer Limits, episodio "The Human Factor" (Serie de TV)
- 1965: Seaway (Serie de TV)
- 1965: The Trials of O'Brien (Serie de TV)
- 1965: Gunsmoke (Serie de TV), episodio "Gold Mine"
- 1966: Too Many Thieves
- 1966: Viaje al fondo del mar, serie de televisión, episodio "The Death Ship"
- 1969: The Bold Ones: The New Doctors (Serie de TV)

### Como guionista
- 1954: The Golden Mistress